# Saigon (rivier)

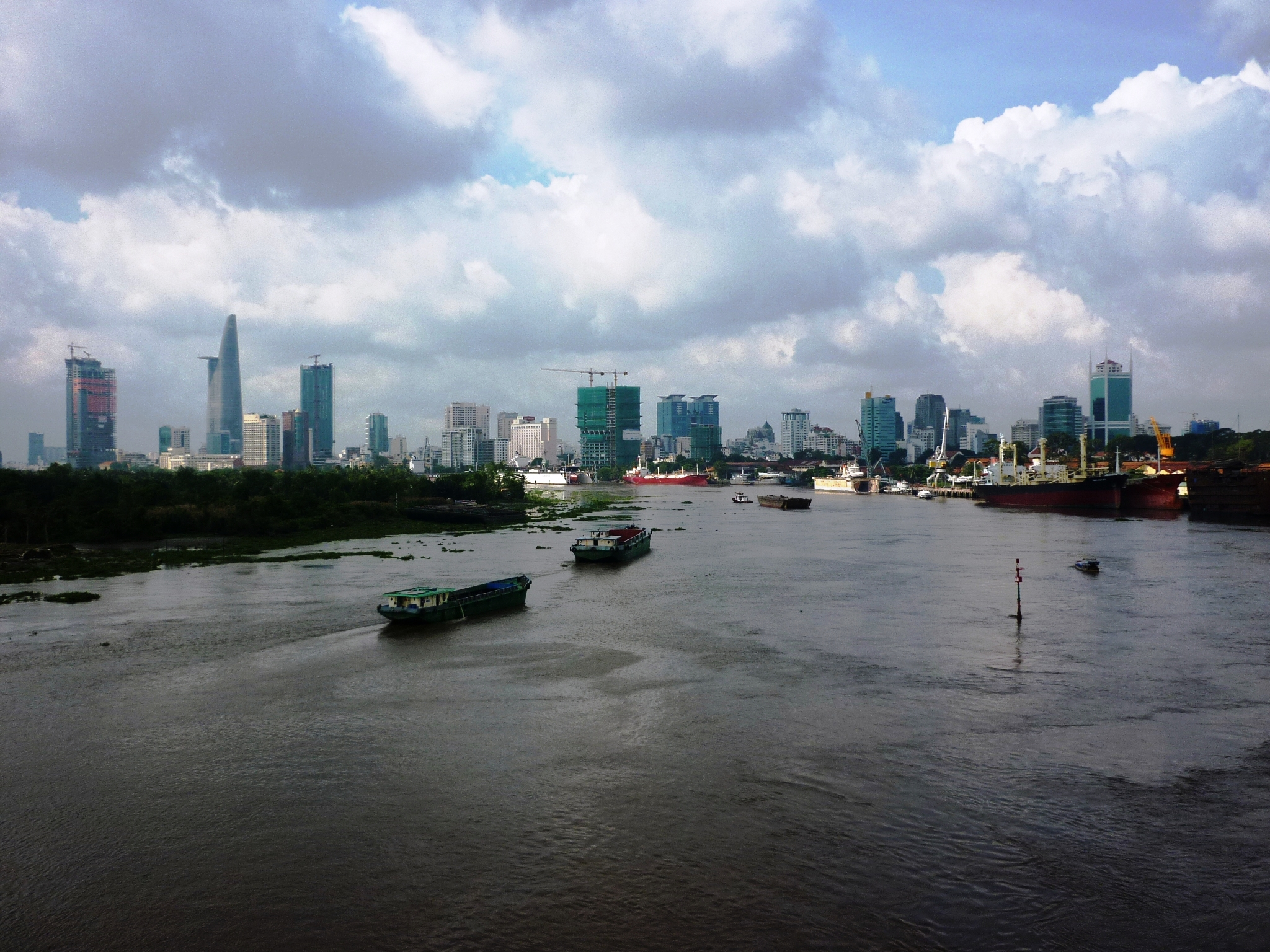
Saigon-rivier

De Saigon of de Sài Gòn (Vietnamees: Sông Sài Gòn) is een van de grootste rivieren van Vietnam met een totale lengte van 450 km. Ho Chi Minhstad (onder andere de buurt Chợ Lớn) ligt oorspronkelijk aan de westelijke oever, en is afhankelijk van de rivier voor de watervoorziening en vanwege de havenfunctie. Tegenwoordig ligt Ho Chi Minhstad ook aan de oostelijke oever.
De rivier mondt uit in de Nhà Bè op de plaats waar de rivier samenvloeit met de Đồng Nai. Dit gebeurt ter hoogte van phường Phú Thuận in Quận 7 op de westelijke oever en phường Thạnh Mỹ Lợi in Quận 2 op de oostelijke oever.

## Zijrivieren
- Đồng Nai
- Bến Cát
- Thị Tính

- Gemeinsame Normdatei: 7661756-7
- National Archives and Records Administration: 10038711
- Virtual International Authority File: 244331815